# Vicente Miera Campos
Vicente Miera Campos (Santander, Cantàbria, 10 de maig de 1940) és exfutbolista i posteriorment  entrenador de futbol càntabre.
El seu debut com a seleccionador d'Espanya es va produir el 4 de setembre de 1991 en un partit Espanya-Uruguai. Com a entrenador de l'equip espanyol, no va aconseguir classificar Espanya per a l'Eurocopa de 1992, però, posteriorment, va aconseguir l'or olímpic de futbol en els Jocs Olímpics de Barcelona 1992.

## Carrera esportiva
Miera va jugar durant dues temporades (una a cada divisió principal) pel Racing de Santander de la seva ciutat natal, i va passar al Reial Madrid el 1961. Mai va ser titular indiscutible, però va formar part de les plantilles d'aquest últim club que van conquerir set títols de Lliga, i també la Copa d'Europa de la UEFA el 1966. Va jugar com a titular la final de la Copa d'Europa de 1962, que el Madrid va perdre contra el SL Benfica per 3 a 5 a l'Estadi Olímpic d'Amsterdam, i que representava la segona victòria consecutiva de l'equip portuguès en la competició.
Miera va fitxar per l'Sporting de Gijón el 1969, i va ajudar l'equip a ascendir al màxim nivell el seu primer any, i va retirar-se la temporada següent. Va tenir la seva única internacionalitat amb la selecció espanyola el 10 de desembre de 1961, en un empat a 1 en un amistós contra la selecció francesa.

## Clubs com a jugador
- Rayo Cantabria
- 1959-60 Racing de Santander
- 1961-69 Reial Madrid
- 1969-70 Sporting de Gijón

Es retira després de la campanya 1970-71

## Clubs com a entrenador
- Seleccionador juvenil de Cantàbria
- 1973-1974 UP Langreo
- 1974-1977 Reial Oviedo
- 1977-1979 Sporting de Gijón
- 1979-1980 RCD Espanyol
- 1980-1982 Sporting de Gijón
- 1986-1987 Atlètic de Madrid
- 1988-1989 Reial Oviedo
- 1988 Selecció espanyola (segon entrenador)
- 1989-1990 Club Deportivo Tenerife
- 1991-1992 Selecció espanyola
- 1994-1996 Racing de Santander
- 1996-1997 RCD Espanyol
- 1997-1998 Sevilla Fútbol Club

## Palmarès
Com a jugador, va guanyar 7 lligues i copa d'Espanya, així com una Copa d'Europa, totes elles amb el Reial Madrid. Com a entrenador, va guanyar la medalla d'or als Jocs Olímpics de Barcelona 92.